# Coupe des Pays-Bas de football 2024-2025
Navigation
Édition précédente Édition suivante
La Coupe des Pays-Bas de football 2024-2025, nommée la TOTO KNVB beker, est la 107e édition de la Coupe des Pays-Bas. La compétition commence le 3 septembre 2024 et se termine le 21 avril 2025, date de la finale qui se dispute au Stade Feijenoord à Rotterdam.

## Déroulement de la compétition
Tous les tours se jouent en élimination directe. À chaque tour, un tirage au sort est effectué pour déterminer les adversaires.
Les clubs qui jouent en Europe ne peuvent pas s'affronter avant les huitièmes de finale.

## Calendrier
Le calendrier est le suivant :
| Tour                        | Nom                        | Tirage                    | Dates retenues             |
| Phase préliminaire (2024)   | Phase préliminaire (2024)  | Phase préliminaire (2024) | Phase préliminaire (2024)  |
| --------------------------- | -------------------------- | ------------------------- | -------------------------- |
| 1                           | Premier tour préliminaire  | 18 juillet 2024           | 3 et 4 septembre 2024      |
| 2                           | Deuxième tour préliminaire | 5 septembre 2024          | 24 et 25 septembre 2024    |
| Phase finale (2024 et 2025) |                            |                           |                            |
| 3                           | Premier tour               | 28 septembre 2024         | 29, 30 et 31 octobre 2024  |
| 4                           | Deuxième tour              | 1er novembre 2024         | 17, 18 et 19 décembre 2024 |
| 5                           | Huitièmes de finale        | 20 décembre 2024          | 14, 15 et 16 janvier 2025  |
| 6                           | Quarts de finale           | 17 janvier 2025           | 4, 5 et 6 février 2025     |
| 7                           | Demi-finales               | ND                        | 25 et 26 février 2025      |
| 8                           | Finale                     | ND                        | 21 avril 2025              |

## Résultats

### Phase finale

#### Premier tour
Le premier tour se déroule les 29, 30 et 31 octobre 2024. Les six clubs européens (Ajax Amsterdam, AZ Alkmaar, FC Twente, Feyenoord Rotterdam, Go Ahead Eagles et PSV Eindhoven) sont exemptés de ce premier tour.
| Date            | Club recevant             | Score    | Club visiteur           |
| --------------- | ------------------------- | -------- | ----------------------- |
| 29 octobre 2024 | (1) NEC Nimègue           | 4 - 3 ap | PEC Zwolle (1)          |
| 29 octobre 2024 | (2) ADO La Haye           | 1 - 4    | SC Cambuur (2)          |
| 29 octobre 2024 | (2) De Graafschap         | 4 - 1    | TOP Oss (2)             |
| 29 octobre 2024 | (3) De Treffers (en)      | 1 - 4    | Fortuna Sittard (1)     |
| 29 octobre 2024 | (2) Excelsior Rotterdam   | 2 - 1    | VVV Venlo (2)           |
| 29 octobre 2024 | (4) FC Rijnvogels (en)    | 0 - 7    | FC Eindhoven (2)        |
| 29 octobre 2024 | (4) IJsselmeervogels      | 2 - 3    | SC Heerenveen (1)       |
| 29 octobre 2024 | (6) VV Kolping Boys (nl)  | 1 - 5    | FC Groningue (1)        |
| 29 octobre 2024 | (4) VV Noordwijk (en)     | 2 - 1    | FC Dordrecht (2)        |
| 29 octobre 2024 | (4) Sparta Nijkerk (en)   | 5 - 1    | VV Capelle (en) (5)     |
| 30 octobre 2024 | (3) BVV Barendrecht (en)  | 2 - 1    | NAC Breda (1)           |
| 30 octobre 2024 | (3) Amsterdamsche FC (en) | 3 - 1 ap | Blauw Geel '38 (en) (4) |
| 30 octobre 2024 | (4) VV Eemdijk (en)       | 2 - 1    | OJC Rosmalen (en) (4)   |
| 30 octobre 2024 | (6) FC Winterswijk (nl)   | 0 - 1    | Heracles Almelo (1)     |
| 30 octobre 2024 | (2) MVV Maastricht        | 2 - 1    | FC Den Bosch (2)        |
| 30 octobre 2024 | (3) KVV Quick Boys        | 3 - 0    | Almere City (1)         |
| 30 octobre 2024 | (3) Rijnsburgse Boys (en) | 3 - 1    | Roda JC (2)             |
| 30 octobre 2024 | (1) RKC Waalwijk          | 3 - 1    | Vitesse Arnhem (2)      |
| 30 octobre 2024 | (4) SC Genemuiden (en)    | 2 - 3 ap | Willem II ()            |
| 31 octobre 2024 | (4) USV Hercules (en)     | 1 - 6 ap | Sparta Rotterdam (1)    |
| 31 octobre 2024 | (4) VV DOVO (en)          | 1 - 5    | FC Volendam (2)         |
| 31 octobre 2024 | (3) Koninklijke HFC       | 1 - 0    | FC Emmen (2)            |
| 31 octobre 2024 | (5) Quick '20 (en)        | 0 - 2    | ASWH (en) (4)           |
| 31 octobre 2024 | (3) SV Spakenburg (en)    | 2 - 4 ap | VV Katwijk (3)          |
| 31 octobre 2024 | (2) SC Telstar            | 3 - 0    | Helmond Sport (2)       |
| 31 octobre 2024 | (4) FC Lisse              | 1 - 2    | FC Utrecht (1)          |

#### Deuxième tour
Le deuxième tour se déroule les 17, 18 et 19 décembre 2024.
| Date             | Club recevant             | Score               | Club visiteur            |
| ---------------- | ------------------------- | ------------------- | ------------------------ |
| 17 décembre 2024 | (1) PSV Eindhoven         | 8 - 0               | Koninklijke HFC (3)      |
| 17 décembre 2024 | (2) FC Eindhoven          | 1 - 3               | Excelsior Rotterdam (2)  |
| 17 décembre 2024 | (3) KVV Quick Boys        | 3 - 1               | Fortuna Sittard (1)      |
| 17 décembre 2024 | (1) RKC Waalwijk          | 4 - 1               | SC Cambuur (2)           |
| 17 décembre 2024 | (2) MVV Maastricht        | 1 - 2               | Feyenoord Rotterdam (1)  |
| 18 décembre 2024 | (3) VV Katwijk            | 2 - 3               | FC Twente (1)            |
| 18 décembre 2024 | (3) Amsterdamsche FC (en) | 0 - 8               | FC Utrecht (1)           |
| 18 décembre 2024 | (4) ASWH (en)             | 0 - 1               | SC Heerenveen (1)        |
| 18 décembre 2024 | (1) Heracles Almelo       | 1 - 0 ap            | NEC Nimègue (1)          |
| 18 décembre 2024 | (1) Sparta Rotterdam      | 1 - 1 ap (4 - 5tab) | Go Ahead Eagles (1)      |
| 18 décembre 2024 | (1) AZ Alkmaar            | 3 - 1               | FC Groningue (1)         |
| 19 décembre 2024 | (3) VV Noordwijk (en)     | 2 - 1               | Willem II (1)            |
| 19 décembre 2024 | (2) De Graafschap         | 4 - 0               | Sparta Nijkerk (en) (4)  |
| 19 décembre 2024 | (4) VV Eemdijk (en)       | 1 - 6               | BVV Barendrecht (en) (3) |
| 19 décembre 2024 | (3) Rijnsburgse Boys (en) | 2 - 0               | FC Volendam (2)          |
| 19 décembre 2024 | (1) Ajax Amsterdam        | 2 - 0               | SC Telstar (2)           |

#### Huitièmes de finale
Les huitièmes de finale se déroulent les 15, 16 et 17 janvier 2025.
| Date            | Club recevant             | Score    | Club visiteur            |
| --------------- | ------------------------- | -------- | ------------------------ |
| 14 janvier 2025 | (1) AZ Alkmaar            | 2 - 0    | Ajax Amsterdam (1)       |
| 14 janvier 2025 | (3) VV Noordwijk (en)     | 1 - 0 ap | BVV Barendrecht (en) (3) |
| 14 janvier 2025 | (1) PSV Eindhoven         | 5 - 4 ap | Excelsior Rotterdam (2)  |
| 15 janvier 2025 | (1) Go Ahead Eagles       | 3 - 1    | FC Twente (1)            |
| 15 janvier 2025 | (1) RKC Waalwijk          | 1 - 2    | FC Utrecht (1)           |
| 15 janvier 2025 | (3) Rijnsburgse Boys (en) | 1 - 4    | Feyenoord Rotterdam (1)  |
| 16 janvier 2025 | (2) De Graafschap         | 0 - 2    | Heracles Almelo (1)      |
| 16 janvier 2025 | (3) KVV Quick Boys        | 3 - 2 ap | SC Heerenveen (1)        |

#### Quarts de finale
Les quarts de finale se dérouleront les 4, 5 et 6 février 2025.
| 4 février 2025 | (1) Heracles Almelo                               | 2 - 0   | FC Utrecht (1) | | |
| 20h00 CET      | ( Bruns) Kulenović (en) 8e · ( Žambůrek) Rots 34e | (2 - 0) |                | Erve Asito, Almelo Spectateurs : 7 784 Arbitrage : Jeroen Manschot (nl) Arbitre vidéo : Ingmar Oostrom (nl) | Erve Asito, Almelo Spectateurs : 7 784 Arbitrage : Jeroen Manschot (nl) Arbitre vidéo : Ingmar Oostrom (nl) |
| 20h00 CET      | Scheperman 27e · Kulenović (en) 82e               | Rapport | 17e Viergever  | Erve Asito, Almelo Spectateurs : 7 784 Arbitrage : Jeroen Manschot (nl) Arbitre vidéo : Ingmar Oostrom (nl) | Erve Asito, Almelo Spectateurs : 7 784 Arbitrage : Jeroen Manschot (nl) Arbitre vidéo : Ingmar Oostrom (nl) |

| 5 février 2025 | (1) PSV Eindhoven                | 2 - 0   | Feyenoord Rotterdam (1) | | |
| 18h45 CET      | Bakayoko 8e · ( Saibari) Til 68e | (1 - 0) |                         | Stade Philips, Eindhoven Spectateurs : 35 100 Arbitrage : Pol van Boekel (en) Arbitre vidéo : Jochem Kamphuis (en) | Stade Philips, Eindhoven Spectateurs : 35 100 Arbitrage : Pol van Boekel (en) Arbitre vidéo : Jochem Kamphuis (en) |
| 18h45 CET      | Schouten 32e · Perišić 45+1e     | Rapport | 83e Carranza            | Stade Philips, Eindhoven Spectateurs : 35 100 Arbitrage : Pol van Boekel (en) Arbitre vidéo : Jochem Kamphuis (en) | Stade Philips, Eindhoven Spectateurs : 35 100 Arbitrage : Pol van Boekel (en) Arbitre vidéo : Jochem Kamphuis (en) |

| 5 février 2025 | (1) Go Ahead Eagles                                                    | 3 - 1   | VV Noordwijk (en) (3) | | |
| 21h00 CET      | ( Llansana) Suray (en) 28e · Rietveld 73e (csc) · da Fonseca 78e (csc) | (1 - 0) | 79e Marbus            | De Adelaarshorst, Deventer Spectateurs : 9 332 Arbitrage : Joey Kooij (nl) Arbitre vidéo : Marc Nagtegaal (nl) | De Adelaarshorst, Deventer Spectateurs : 9 332 Arbitrage : Joey Kooij (nl) Arbitre vidéo : Marc Nagtegaal (nl) |
| 21h00 CET      | Kramer 58e · Linthorst 83e                                             | Rapport | 57e Bosma             | De Adelaarshorst, Deventer Spectateurs : 9 332 Arbitrage : Joey Kooij (nl) Arbitre vidéo : Marc Nagtegaal (nl) | De Adelaarshorst, Deventer Spectateurs : 9 332 Arbitrage : Joey Kooij (nl) Arbitre vidéo : Marc Nagtegaal (nl) |

| 6 février 2025 | (1) AZ Alkmaar                                                  | 3 - 1   | KVV Quick Boys (3)            | | |
| 20h00 CET      | Addai (en) 33e · Parrott 57e (pen.) · ( Buurmeester) Smit 90+6e | (1 - 1) | 39e Brouwer (nl) (Junte )     | AFAS Stadion, Alkmaar Spectateurs : 14 334 Arbitrage : Bas Nijhuis Arbitre vidéo : Martin van den Kerkhof (nl) | AFAS Stadion, Alkmaar Spectateurs : 14 334 Arbitrage : Bas Nijhuis Arbitre vidéo : Martin van den Kerkhof (nl) |
| 20h00 CET      |                                                                 | Rapport | 60e Brouwer (nl) · 84e Hamann | AFAS Stadion, Alkmaar Spectateurs : 14 334 Arbitrage : Bas Nijhuis Arbitre vidéo : Martin van den Kerkhof (nl) | AFAS Stadion, Alkmaar Spectateurs : 14 334 Arbitrage : Bas Nijhuis Arbitre vidéo : Martin van den Kerkhof (nl) |

#### Demi-finales
Les demi-finales se dérouleront les 25 et 26 février 2025.
{{boîte déroulante/début|couleurFondT=#FF6801|arrondi=0.6em|titre={{color|white|Liste des 4 clubs qualifiés pour les demi-finales}}|largeur=70%|contenu=}}
{| class="wikitable centre" style="text-align: center;font-size:90%"
! scope="col" width="20%" |Division
! scope="col" width="80%" |Clubs
|-
| '''[[Championnat des Pays-Bas de football 2024-2025|Eredivisie]]''' (4)
| [[AZ Alkmaar]], [[Go Ahead Eagles]], [[Heracles Almelo]], [[PSV Eindhoven]]
|}
{{Boîte déroulante/fin}}
| 26 février 2025 | (1) PSV Eindhoven          | 1 - 2   | Go Ahead Eagles (1)                                | | |
| 20h00 CET       | Perišić 59e (pen.)         | (0 - 2) | 25e Nauber (en) (James ) · 27e Edvardsen (Antman ) | Stade Philips, Eindhoven Spectateurs : 30 300 Arbitrage : Dennis Higler (nl) Arbitre vidéo : Jeroen Manschot (nl) | Stade Philips, Eindhoven Spectateurs : 30 300 Arbitrage : Dennis Higler (nl) Arbitre vidéo : Jeroen Manschot (nl) |
| 20h00 CET       | Boscagli 31e · Perišić 67e | Rapport | 64e Smit · 73e Edvardsen                           | Stade Philips, Eindhoven Spectateurs : 30 300 Arbitrage : Dennis Higler (nl) Arbitre vidéo : Jeroen Manschot (nl) | Stade Philips, Eindhoven Spectateurs : 30 300 Arbitrage : Dennis Higler (nl) Arbitre vidéo : Jeroen Manschot (nl) |

| 27 février 2025 | (1) Heracles Almelo                                                                   | 2 - 2 3 - 4 t. a. b.  | AZ Alkmaar (1)                                            | | |
| 20h00 CET       | ( Bruns) Mirani 17e · Podgoreanu 80e                                                  | (1 - 2, 2 - 2, 2 - 2) | 12e Poku · 28e Lahdo (Clasie )                            | Erve Asito, Almelo Spectateurs : 12 161 Arbitrage : Serdar Gözübüyük (en) Arbitre vidéo : Pol van Boekel (nl) | Erve Asito, Almelo Spectateurs : 12 161 Arbitrage : Serdar Gözübüyük (en) Arbitre vidéo : Pol van Boekel (nl) |
| 20h00 CET       | Kulenović (en) 30e · Mesík 43e · De Keersmaecker 73e · Benita 108e · Engels (en) 115e | Rapport               | 31e Goes · 65e Penetra · 69e de Wit (en) · 116e Smit ·    | Erve Asito, Almelo Spectateurs : 12 161 Arbitrage : Serdar Gözübüyük (en) Arbitre vidéo : Pol van Boekel (nl) | Erve Asito, Almelo Spectateurs : 12 161 Arbitrage : Serdar Gözübüyük (en) Arbitre vidéo : Pol van Boekel (nl) |
| 20h00 CET       | Hornkamp · van Kaam · Hoogma · Engels (en) · Mesík · Limbombe (en)                    | Tirs au but 3 - 4     | Clasie · Parrott · Koopmeiners · Kasius · Penetra · Lahdo | Erve Asito, Almelo Spectateurs : 12 161 Arbitrage : Serdar Gözübüyük (en) Arbitre vidéo : Pol van Boekel (nl) | Erve Asito, Almelo Spectateurs : 12 161 Arbitrage : Serdar Gözübüyük (en) Arbitre vidéo : Pol van Boekel (nl) |

#### Finale
La finale se joue le 21 avril 2025 au Feijenoord Stadion de Rotterdam.
| 21 avril 2025 | (1) AZ Alkmaar                                                      | 1 - 1                 | Go Ahead Eagles (1)                                              | Feijenoord Stadion, Rotterdam                   |                                                 |
| 18h00 CEST    | Troy Parrott 54e (pen.)                                             | (0 - 0, 1 - 1, 1 - 1) | Mats Deijl 90+9e (pen.)                                          | Spectateurs : 42 972 Arbitrage : Danny Makkelie | Spectateurs : 42 972 Arbitrage : Danny Makkelie |
| 18h00 CEST    | Ernest Poku 62e · Wouter Goes 89e                                   | Rapport               | 84e Joris Kramer · 90+9e Victor Edvardsen · 95e Enric Llansana · | Spectateurs : 42 972 Arbitrage : Danny Makkelie | Spectateurs : 42 972 Arbitrage : Danny Makkelie |
| 18h00 CEST    | Mexx Meerdink · Peer Koopmeiners · Zico Buurmeester · Mayckel Lahdo | Tirs au but 2 - 4     | Mats Deijl · Søren Tengstedt · Milan Smit · Julius Dirksen       | Spectateurs : 42 972 Arbitrage : Danny Makkelie | Spectateurs : 42 972 Arbitrage : Danny Makkelie |